# Châtiment divin
Un châtiment divin est une punition surnaturelle d'une personne, d'un groupe d'individus ou de tout le monde par une divinité, en réponse à certains actes.
De nombreuses cultures, religions et mythologies disposent de récits faisant état de punitions divines à l'encontre de populations ayant précédemment habité leurs terres et ayant causé leur perte.

## Concept commun à plusieurs religions
Par exemple, l'un des châtiments divins que l'on retrouve dans de nombreuses cultures est celui du déluge détruisant l'Humanité, mythe décrit dans l'Épopée de Gilgamesh en Mésopotamie, dans le Véda hindu en Asie du Sud ou encore dans le Livre de la Genèse (6:9-8:22), et qui fait à chaque fois état de la survivance d'un personnage, sauvé par la divinité. Dans l'Épopée de Gilgamesh c'est Utnapishti, et dans le Livre de la Genèse c'est Noé. Le Coran reprend ce mythe en faisant référence à un homme nommé Nuh, qui aurait été sommé par Dieu de construire une arche.
D'autres exemples existent dans la littérature religieuse juive comme la dispersion des créateurs de la tour de Babel (Livre de la Genèse, 11:1-9), la destruction de Sodome et Gomorrhe (Livre de la Genèse, 18:20-21 et 19:23-28, mais aussi dans le Coran, 7:80-84), les dix plaies d'Égypte lors de la persécution des fils d'Israël (Livre de l'Exode, chapitre 7 à 12). De manière similaire dans la mythologie grecque, la déesse Héra était souvent furieuse quand son mari Zeus s'éprenait d'une femme mortelle et s'accouplait avec elle. Héra punissait alors systématiquement les enfants issus de ces unions éphémères. Dans l'une des variantes de ce mythe, Méduse aurait été transformée en monstre pour la punir de sa vanité ; dans une autre, elle aurait été transformée pour la punir d'avoir été violée par Poséidon.
Dans la plupart des cas, la Bible ne fait mention que de châtiments divins retardés ou reportés à une date ultérieure.

## Cas des religions rejetant ce concept
Certaines religions n'ont toutefois pas ce concept de châtiment divin, ou de dieux capables de ressentir ou d'exprimer des sentiments humains comme la jalousie, la vengeance ou la colère. Par exemple dans certaines formes de Déisme et de Pandéisme, le Créateur n'intervient nullement dans le monde humain. Dans le Panthéisme (à l'image du Pandéisme), Dieu est l'univers et tout ce qu'il contient, n'ayant donc aucun besoin de punir car d'une certaine manière ceci reviendrait à considérer qu'il se punirait lui-même.
Dans le Bouddhisme, le concept de châtiment divin est formellement rejeté. Gautama Buddha n'a jamais fait état de croyance concernant une divinité créatrice, du monde, refusant même de se positionner sur le sujet et suggérant par la même que la cherche des réponses aux questions sur l'origine du monde était vaine,. La non-adhésion à la notion d'omnipotence d'un dieu créateur, ou encore au concept de Premier moteur est l'un des points de différenciation les plus nets entre le Bouddhisme et les autres religions.
Mais pour autant, les bouddhistes acceptent l'idée que des êtres puissent exister dans des royaumes supérieurs (concept défini dans la Cosmologie bouddhiste), connus sous le nom de dévas. Mais ils sont comme les humains soumis aux souffrances du Saṃsāra et ne sont pas présentés comme automatiquement supérieurs aux hommes. Le Buddha est souvent décrit comme un enseignant pour les dieux, et supérieur à eux. Mais cette infériorité vis-à-vis du Bouddha n'empêche pas qu'ils soient perçus comme des dévas éclairés. Mais comme ils peuvent aussi être dévas ignorants, pouvant se livrer à des actes de châtiment mais s'ils le font, ils le font par leur propre ignorance d'une plus grande vérité.
Malgré le fait que le Bouddhisme ne reconnait pas de dieu en tant que tel et par là même le concept de châtiment divin, il accepte néanmoins le concept de karma qui renvoie au concept de punition, à travers la réincarnation dans le royaume des tourments, pour ses mauvaises actions. À l'inverse dans les religions abrahamiques, les conséquences des actes ne sont pas éternelles bien qu'elles puissent durer longtemps. 

## Religions abrahamiques

### Christianisme

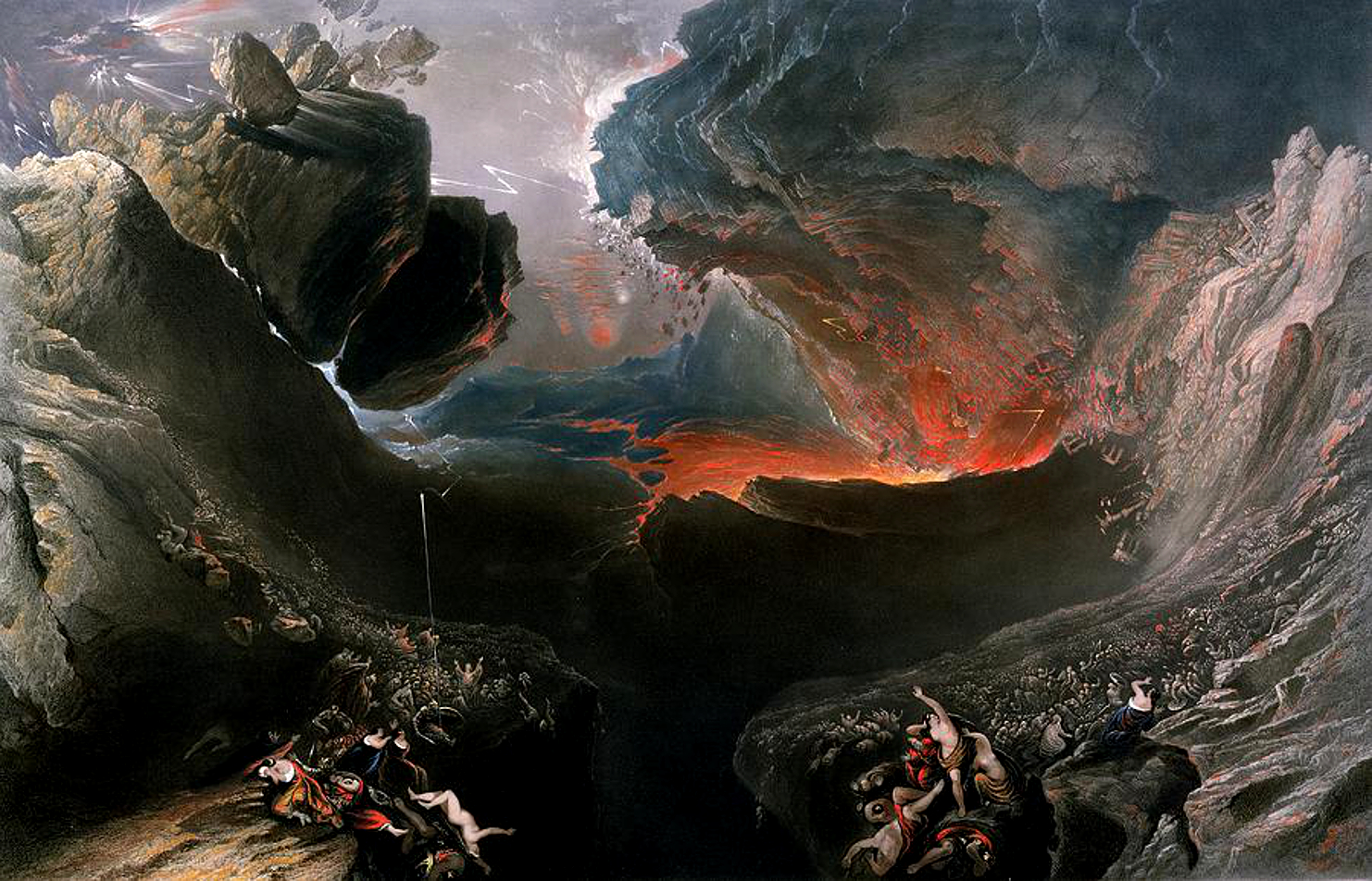
Le Jugement Dernier

L'expression "la Colère de Dieu" est une expression anthropomorphique pour désigner l'attitude supposée de Dieu face au péché, est mentionnée de nombreuses fois dans le Nouveau Testament, dont voici quelques exemples : 
- Jean 3:36 - "Celui qui croit au Fils a la vie éternelle; celui qui ne croit pas au Fils ne verra point la vie, mais la colère de Dieu demeure sur lui."
- Romains 1:18 - "La colère de Dieu se révèle du ciel contre toute impiété et toute injustice des hommes qui retiennent injustement la vérité captive".
- Romains 5:9 -  "À plus forte raison donc, maintenant que nous sommes justifiés par son sang, serons-nous sauvés par lui de la colère".
- Romains 12:19 - "Ne vous vengez point vous-mêmes, bien-aimés, mais laissez agir la colère; car il est écrit : à moi la vengeance, à moi la rétribution, dit le Seigneur"
- Ephésiens 5:6 - "Que personne ne vous séduise par de vains discours; car c'est à cause de ces choses que la colère de Dieu vient sur les fils de la rébellion."
- Actes des apôtres, 5:1-11 : Ananie et Saphire meurent foudroyés par la colère divine parce qu'ils vendirent une possession, et, de connivence mirent de côté une partie du prix, et, en apportant une partie, la mirent aux pieds des apôtres (v. 1, 3). Ils décidèrent ensemble de mentir à l’Esprit Saint, ce qui était mentir à Dieu en disant donner la totalité. L'apôtre Pierre dit à Ananias qu’il était parfaitement libre de vendre sa propriété ou de la garder, et, vendue, d’en conserver la valeur en tout ou en partie. Dieu les a punis pour leur mensonge envers Lui et pour leur amour de l'argent.
- Apocalypse 6:17 - "car le grand jour de sa colère est venu, et qui peut subsister?"
- Apocalypse 14:19 - "Et l'ange jeta sa faucille sur la terre. Et il vendangea la vigne de la terre, et jeta la vendange dans la grande cuve de la colère de Dieu"
- Apocalypse 15:1 - "Puis je vis dans le ciel un autre signe, grand et admirable: sept anges, qui tenaient sept fléaux, les derniers, car par eux s'accomplit la colère de Dieu."
- Apocalypse 19:15 - "De sa bouche sortait une épée aiguë, pour frapper les nations; il les paîtra avec une verge de fer; et il foulera la cuve du vin de l'ardente colère du Dieu tout-puissant."

Le Nouveau Testament associe la colère de Dieu à l'imagerie du Jugement Dernier, décrit allégoriquement dans Romain 2:5 comme le "jour de la colère", mais aussi dans l'Apocalypse.
Des prophéties telle celle de la Salette font aussi référence à un châtiment divin. Dans celle-ci, la Vierge-Marie aurait confié un secret à deux enfants. Ce secret révèlerai un châtiment divin qui punirai Marseille et Paris de leurs vices.

### Châtiment divin dans le Pentateuque
Le châtiment divin est facilement identifiable dans le Pentateuque ou dans les cinq premiers livres de la Bible dont voici les principaux exemples : 
| Passages bibliques | Incident                                                      | Raison                                                     |
| ------------------ | ------------------------------------------------------------- | ---------------------------------------------------------- |
| Genèse 3:14-24     | Malédiction d'Adam et Ève, et leur expulsion du Jardin d'Éden | Désobéissance envers Dieu                                  |
| Genèse 4:9-15      | Malédiction de Cain après le meurtre de son frère Abel        | Tromperie, meurtre et mensonges                            |
| Genèse 6-7         | Destruction par le Déluge                                     | Démon rampant et Nephilim                                  |
| Genèse 11:1-9      | La confusion des langues à la Tour de Babel                   | Impiété générale                                           |
| Genèse 19:23-29    | Destruction de Sodome et Gomorrhe                             | Gens sans valeur rédemptrice                               |
| Genèse 38:6-10     | Meurtre de Er et Onan                                         | Rejet des valeurs de Dieu                                  |
| Exode 7-14         | Dix plaies d'Égypte                                           | Affirmer Son pouvoir supérieur à celui des dieux égyptiens |